# Дом о семи фронтонах
«Дом о семи фронтонах» (The House of the Seven Gables) — второй роман американского писателя Натаниэля Готорна. Опубликован в Бостоне в апреле 1851 года. Считается последним выдающимся образцом готического романа. Переведён на русский язык уже в 1852 году.

## Роман
Действие романа строится вокруг старинного особняка семейства Пинченов. Семь остроконечных фронтонов этого мрачного деревянного здания уже полтора столетия высятся на Пинченовой улице в одном из городков Новой Англии. Когда-то эта земля принадлежала Метью Молу. Полковник Пинчен безуспешно пытался отсудить у Мола приглянувшийся ему участок, а когда началась охота на салемских ведьм, обвинил своего оппонента в ведовстве. Перед казнью Мол успел наложить вековечное проклятие на Пинчена и его потомков.
Во время празднования новоселья полковник умер в кресле под собственным портретом. В роду его потомков несчастья следовали одно за другим. Горожане поговаривали, что всё это из-за проклятия Метью Мола. К середине XIX века род Пинченов совсем измельчал. В доме осталась жить Гефсиба, старая дева малопривлекательной наружности, которая, сгорая от стыда, вынуждена была открыть на первом этаже мелочную торговлю. К ней присоединяется брат Клиффорд, проведший 30 лет в тюрьме по обвинению в убийстве, которого он не совершал. Брат и сестра живут в тени проклятия, тяготеющего над их родом. Расстроенные нервы Клиффорда заставляют его при мысли о своей разбитой жизни всё чаще помышлять о самоубийстве.
Старый судья Пинчен, внешностью и нравом напоминающий своего неправедного предка, пытается выманить у Клиффорда тайну пропавших семейных богатств, угрожая ему заточением в сумасшедший дом — так же, как когда-то он отправил его за решётку. Когда судью находят мёртвым всё в том же роковом кресле, Гефсиба и Клиффорд, опасаясь очередного несправедливого обвинения в убийстве, в панике бегут на ближайшую станцию железной дороги и уезжают из города.
Мрачные тени рассеивают представители молодого поколения — инженю Фиби, воспитанная на загородной ферме и поселившаяся у Гефсибы, своей родственницы, и любитель фотографии Холгрейв, который в дальнем крыле дома работает над сочинением о «падении дома Пинченов». Между молодыми людьми возникает симпатия, и роман завершается их браком. Поскольку Холгрейв происходит от Метью Мола, спорная земля возвращается к потомкам последнего. Таким образом, проклятие теряет силу.

## Создание и публикация
Дом о семи фронтонах — реально существующее в Салеме здание XVII века. В середине XIX века Готорн часто приходил сюда в гости к хозяйке дома — своей двоюродной сестре Сюзанне. Впрочем, к тому времени здание было перестроено так, что из семи фронтонов сохранились только три. 
Сам автор отрицал наличие реального прототипа у дома, описанного в романе. Одним из источников вдохновения для него служила немецкая повесть «Майорат», в которой моральное разложение горделивого семейства отражается в упадке дряхлого замка их предков.
До написания романа Готорна не оставляло чувство вины за своих фанатичных предков, которые принимали активное участие в печально известной охоте на ведьм 1692—1693 годов. Темы вины и искупления, поднимаемые этим произведением, звучат и в предыдущем романе Готорна — «Алая буква». Оба романа имели большой успех и в Америке, и в Европе, превратив Готорна в наиболее известного американского беллетриста своего времени. Во время работы над книгой он писал знакомому:

Иногда в минуты усталости мне кажется, что вся вещь — сплошной абсурд с начала и до конца. Но в том-то и дело, что, создавая романтический роман, писатель мчится (или должен мчаться) по краю бездонного абсурда, а искусство его состоит в том, чтобы скакать как можно ближе к обрыву, но не сорваться в пропасть.

## Влияние

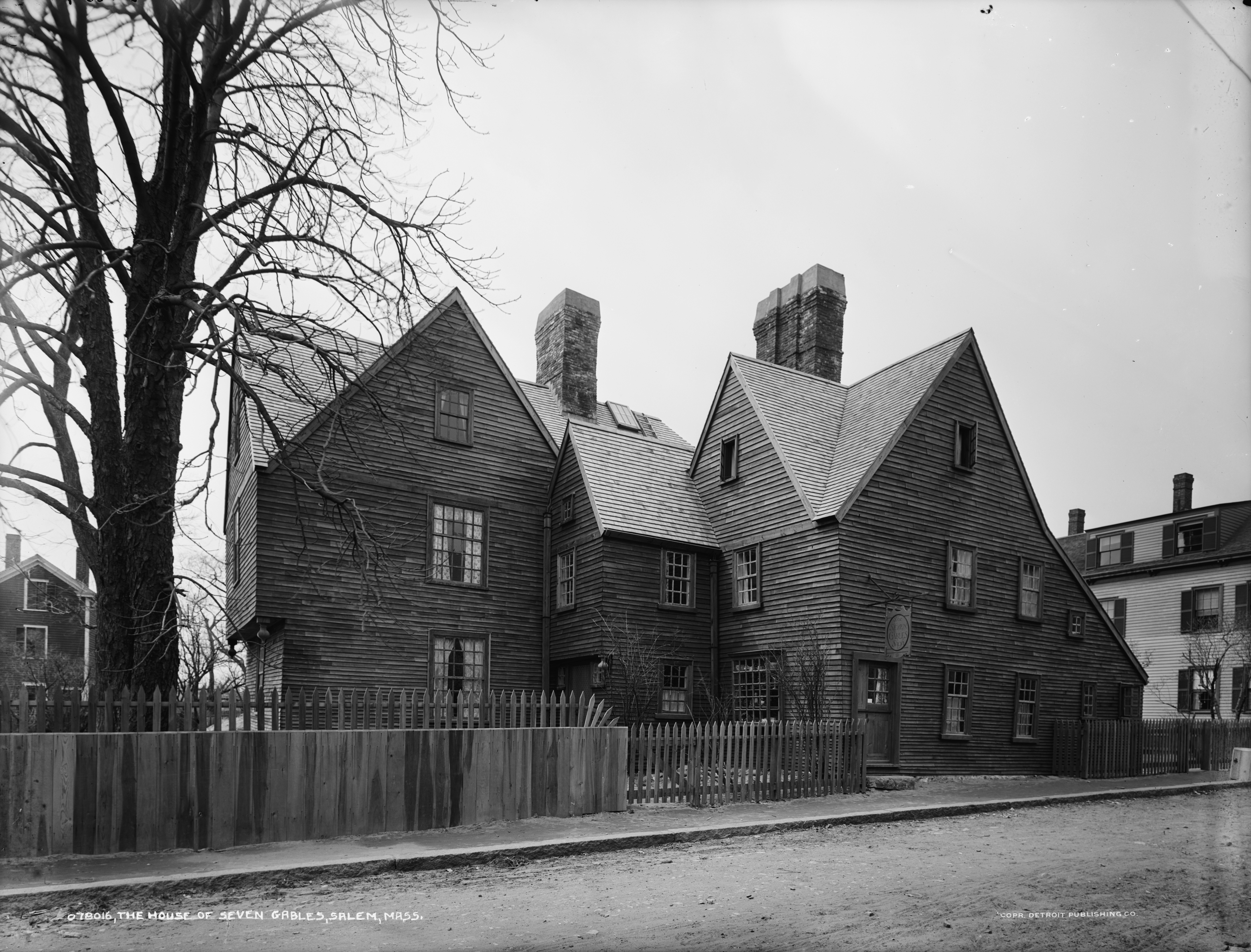
Реальный дом о семи фронтонах в Салеме (1668) после реставрации начала XX века

Как и в первом романе Готорна, в «Доме о семи фронтонах» минимум действующих лиц, а «главные события, определяющие судьбу героев, выведены за пределы повествования». Центральные образы обоих романов, вынесенные в название, трактуются автором как многослойные аллегории, что позволяет считать Готорна предвестником литературы символизма. 
Творческой стихией Готорна была неопределённость. Многие ключевые для сюжета вопросы он предпочитает не прояснять, оставляя их разрешение на усмотрение читателя. Например, из повествования остаётся неясным, приложил ли Клиффорд руку к смерти судьи Пинчена. Этому мастерству стратегического умолчания учился у Готорна Генри Джеймс. Во многих произведениях последнего жизнь раз за разом пробуксовывает, и от героев требуется недюжинное усилие, чтобы вновь привести её в движение. Роман произвёл на Джеймса впечатление незавершённого, но его покорила характерная для него «мягкая атмосфера бабьего лета». По словам Джеймса, книга оставляет впечатление «летнего полудня», проведённого «под тенью вязов в городке Новой Англии».
Отец современной литературы ужасов Г. Ф. Лавкрафт ставил «Дом о семи фронтонах» выше других произведений американской литературы, созданных в Новой Англии. Тема «проклятого старого дома» стала для него одной из определяющих.

## Экранизации
В 1940 году на экраны вышла голливудская экранизация романа, допускающая в отношении литературного первоисточника большие вольности. Подробнее см. статью Дом о семи фронтонах (фильм).
Винсент Прайс, исполнивший в фильме роль Клиффорда Пинчена, четверть века спустя сыграл главную роль в другой кинофантазии на тему романа, вошедшей в киноальманах «Три страшных рассказа» (1963).